# Шамбезийское соглашение (1990)
Шамбези́йское соглашение 1990 года — соглашение, достигнутое на третьем заседании смешанной комиссии по богословскому диалогу между Православными церквами (византийской традиции) и Древневосточными православными церквами, состоявшемся 23—28 сентября 1990 года в Православном центре Константинопольского патриархата в Шамбези, где присутствовали 34 официальных представителя Православных и Ориентальных церквей.
В основу Шамбезийского соглашения, названного «Вторым согласованным Заявлением» между представителями двух групп Православных церквей, легло «Первое согласованное Заявление по христологии», принятое смешанной комиссией по богословскому диалогу между Восточными православными и Ориентальными православными церквами 20—24 июня 1989 года на встрече в монастыре Анба Бишой в Египте.
В Шамбезийском соглашении христологическое учение Православных и Древневосточных церквей признавалось фактически одинаковым. В пунктах 1 и 2 стороны осуждали учения Нестория, Евтихия и криптонесторианство Феодорита Кирского. Пункты 3 и 4 заявления гласили: "обе семьи согласны, что Ипостась Слова стала «составной», соединившись в Его нетварной Божественной природе… с естественной волей и действием тварной человеческой природы, которую восприняла и усвоила при вочеловечении. Обе семьи согласны, что обе природы соединились… со своими действиями и волями неслитно, неизменно, нераздельно и неразлучно и что они различаются «умозрительно». Однако, не был затронут вопрос о двух волях (желаниях). В пункте 7 гарантировалось право каждой стороне употреблять традиционную для неё христологическую терминологию. В пункте 8 Древневосточные церкви признавали определения IV—VII Вселенских Соборов, однако не оговаривался вопрос признания нехалкидонитами этих Соборов в качестве Вселенских. Пункт 9 декларировал общее христологическое учение и верность обеих Церквей Преданию. В пункте 10 заявлялось о необходимости снятия взаимных анафем. В тексте заявления использовались понятия характерные для обеих богословских традиций. Так например, упоминались слова «неслитно, неизменно, нераздельно и неразлучно» из Халкидонского Символа веры и понятие «умозрительно» преимущественно характерное для миафизитов. Заявление 1990 года подчеркивало, что богословская часть работы комиссии завершена и церквам было предложено рассмотреть возможность снятия взаимных анафем.
«Второе согласованное Заявление» от 1990 года легло в основу Шамбезийских соглашений 1993 года.

## Текст Шамбезийских соглашений
Текст соглашения:
1. Обе семьи единодушны в осуждении ереси Евтихия. Также обе семьи исповедуют, что Логос, Второе Лицо Святой Троицы, от Отца рожденный прежде всех век и единосущный Отцу, воплотился и был рожден от Приснодевы Марии Богородицы, что Он единосущен нам, совершенный Человек душой, телом и умом (nous); что Он был распят, умер, был погребен и воскрес в третий день, взошел к Небесному Отцу, где восседает одесную Отца как Господь всего Творения. На Пятидесятницу Он через сошествие Святого Духа показал Церковь как Свое Тело. Мы ожидаем Его нового пришествия в полноте Его славы, как это сказано в Писаниях.
2. Обе семьи осуждают ересь Нестория и криптонесторианина Феодорита Кирского. Они согласны, что недостаточно сказать лишь, что Христос единосущен Отцу и нам, естеством Бог и естеством человек, но необходимо также утверждать, что Логос, Бог естеством, стал естеством Человеком через Свое Воплощение по исполнении времен.
3. Обе стороны согласны, что Ипостась Логоса стала сложной посредством объединения Его Божественной нетварной природы с ее волей и энергией, которая у Него общая с Отцом и Святым Духом, и тварной природы человека, которую Он принял в Воплощении, сделав Своей, вместе с ее волей и энергией.
4. Обе семьи согласны, что оба естества (природы) с их энергиями и волями объединены ипостасно и естественно (природно) неслитно, неизменно, нераздельно, неразлучно и что они различаются лишь в умозрении (еn theoria mone).
5. Обе семьи согласны, что Тот, Кто волит и действует, есть всегда одна Ипостась воплощенного Логоса.
6. Обе семьи согласны в отклонении тех толкований Соборов, которые не согласуются полностью с Оросом Третьего Вселенского Собора и посланием Кирилла Александрийского (433) Иоанну Антиохийскому.
7. Восточные православные согласны, что Ориентальные православные будут продолжать сохранять свою традиционную кирилловскую терминологию "одна природа воплощенного Логоса", поскольку они признают двойную сущность в Логосе, которую отрицал Евтихий. Восточные православные также используют эту терминологию. Ориентальные православные согласны также, что Восточные православные оправданно используют формулу о двух природах (естествах), поскольку признают различие лишь в умозрении. Кирилл правильно разъясняет это употребление в своем послании Иоанну Антиохийскому и в послании к Акакию Мелитинскому (РG 77, 184-201), а также в посланиях к Евлогию (РG 77, 224-228) и Суккенсию (РG 77, 228-245) [4].
8. Обе семьи принимают три первых Вселенских Собора, которые составляют наше общее наследие. В отношении же четырех последних Соборов Восточной Православной Церкви Восточные православные утверждают, что вышеприведенные пункты 1-7 являются учением четырех последних Соборов Восточной Православной Церкви, в то время как Ориентальные православные считают это утверждение Восточных православных их личным толкованием. С этой точки зрения Ориентальные православные относятся к этому положительно.
В отношении учения Седьмого Вселенского Собора Восточной Православной Церкви Православные Ориентальные Церкви согласны, что богословие и практика почитания икон в основном согласуется с учением и практикой Православия ориентального, которые существовали там с древнейших времен задолго до этого Собора; и что мы не имеем разногласий по данному вопросу.
9. В свете нашего Согласованного Заявления по христологии, так же как и вышеприведенных общих положений, мы теперь ясно осознали, что обе семьи всегда сохраняли верно одну и ту же подлинную православную христологическую веру и неразрушенную преемственность Апостольского Предания, хотя они и могли использовать по-разному христологические термины. Именно эта общая вера и преемственная верность Апостольскому Преданию должны стать основой нашего единства и общения.
10. Обе стороны согласны, что анафемы и осуждения прошлого, которые ныне разделяют нас, должны быть сняты церквами, чтобы последнее препятствие к нашему полному единению и общению было устранено благодатью и силой Божией. Обе семьи единодушны в том, что снятие анафем и осуждений осуществится на основании согласия в том, что прежде анафематствованные и осужденные Соборы и Отцы не являются еретиками.
Поэтому мы рекомендуем нашим церквам следующие практические шаги:
А. Восточные православные должны снять все анафемы и осуждения всех Ориентальных православных соборов и Отцов, которых они анафематствовали или осудили в прошлом.
В. Ориентальные православные должны в то же время снять все анафемы и осуждения всех Восточных православных соборов и Отцов, которых они анафематствовали или осудили в прошлом.
С. Способ снятия анафем должен быть выбран каждой церковью индивидуально.

Полагаясь на силу Святого Духа, Духа Истины, Единства и Любви, мы представляем это Согласованное Заявление и Рекомендации нашим святым Церквам на их рассмотрение и для дальнейших действий, молимся о том, чтобы этот же Дух привел нас к тому единству, о котором молился и молится наш Господь.

## Итоги и рецепция
Поскольку Шамбезийские соглашения являются только богословскими рекомендациями, то их принятие или отвержение находится сугубо в ведении поместных соборов церквей.
В «ЖМП» (№ 7, 1991), номере, в котором был опубликован текст упомянутого выше «Соглашения», была опубликована и статья протоиерея Иоанна Мейендорфа «Халкидониты и не-халкидониты: шаги к единству», в которой автор рассуждает о проблемах, стоящих перед православными и монофизитами накануне их объединения, видя их в церковной политике, различных человеческих обстоятельствах, но никак не в вероучительных разногласиях. По его мнению, «все множество споров и диалогов этого столетия с участием ответственных епископов и богословов с обеих сторон привело к единственному выводу: христология святителя Кирилла Александрийского — наша общая христология, раскол касается только разного понимания формулировок и выражений, которые были приняты в качестве образцов и связаны с доктринами с одной и другой стороны. Поэтому крайне своевременно было бы перейти к „последним шагам“».
Вадим Лурье и диакон Андрей Кураев в брошюре «На пороге унии (Станем ли мы монофизитами?)» так характеризовали документы 1989 и 1990 годов:

Не нужно думать, что в ходе переговоров монофизиты были приведены к согласию с православием. Они всего лишь навсего были приведены к «терпимости». <…> документы, подписанные в Амба Бишой в 1989 г. и в Шамбези в 1990 суть отречение от Предания и жертвоприношение идолу секулярной цивилизации. Это замена церковно-богословских интересов интересами светскими. Объединение разных христианских народов — цель, несомненно, благородная, но внешнее единство не может быть поставлено выше Истины. Отвечая на предложение согласиться с Типосом хотя бы во имя единства Рима и Византии, преп. Максим Исповедник признался: «Я думаю не об объединении или разъединении римлян и греков, но о том, чтобы мне не отступить от правой веры». За пожертвование богословием в пользу секулярных интересов империи император Ираклий даровал главному идеологу унии монофелиту Киру, патриарху Александрийскому, право на богослужениях украшать одну ногу красным царским сапогом.
Как отмечает священник Олег Давыденков:

Русская Православная Церковь также признала, что эти соглашения недостаточны для восстановления евхаристического общения, поскольку в них содержатся неясности в христологическом учении. Требуется продолжение работы по устранению неясных толкований. Например, учение Соглашений о волях и действиях во Христе можно понять и дифизитски (православно) и монофизитски. Всё зависит от того, как читающий понимает соотношение воли и ипостаси. Рассматривается ли воля, как принадлежность природы, как в православном богословии, или она усвояется ипостаси, что характерно монофизитству. Второе Согласованное заявление от 1990 года, которое лежит в основе Шамбезийских соглашений 1993 года, не дает ответа на этот вопрос.

## Участники

### Православные участники
- Сопредседатель со стороны Восточной православной церкви — Митрополит Швейцарский Дамаскин (Папандреу).
- Секретарь — профессор Власий Фидас, Александрийская Патриархия.

Константинопольский патриархат
- Профессор Афанасий Аранити
- Митрополит Перистерионский Хризостом (Зафирис)
- Профессор о. Георгий Драгас.

Александрийская патриархия
- Митрополит Аксумийский Петр (Якумелос).

Антиохийский патриархат
- священник Тадрос Малатий,
- священник Георгий Кондорфа
- Митрополит Георгий (Ходр)
- Митрополит Евстафий.

Московский Патриархат
- Николай Заболотский;
- Григорий Скобей

Сербская Патриархия
- Профессор Стоян Госвеч

Болгарская Патриархия
- Доктор Иван Желев Димитров.

Грузинская Патриархия
- Митрополит Сухумский Давид (Чкадуа)
- г-н Борис Гагуа

Кипрская православная церковь
- Хорепископ Саламинский Варнава (Солому)

Элладская православная церковь
- профессор Андреас Папавасилиу
- митрополит Никопольский Мелетий
- профессор о. Иоанн Романидис

Польская православная церковь
- Епископ Вроцлавский Иеремия (Анхимюк)

Православная церковь в Чешских землях и Словакии
- Епископ Оломоуцко-Брненский Христофор (Пулец)

Финская православная церковь
- священник Хекки Хуттунен

### Ориентальные участники
- Сопредседатель со стороны Ориентальных православных Церквей — Митрополит Дамиеттский Бишой, Коптская Церковь.
- Секретарь — Епископ доктор Месроп Григорян, Армянская Церковь.

Сирийская церковь
- Митрополит Павел Мар Григорий
- Матта Рум

Коптская церковь
- Епископ Серапион
- Доктор Иосиф М. Фалтас

Армянская церковь
- Архиепископ Месроп Кашешьян

Эфиопская Церковь
- Архиепископ Абба Гарима
- Хабта-Мариам Харкине